# Isabel Marie Gose
Isabel Marie Gose, née le 9 mai 2002 à Berlin, est une nageuse allemande spécialiste de la nage libre.

## Biographie
Isabel Gose est sélectionnée pour représenter l'Allemagne aux Jeux olympiques d'été de 2020 où elle atteint deux finales : le 400 m nage libre et le 4 × 200 mètres nage libre où elle termine à la 6e place à chaque fois.
Lors des Championnats d'Europe de Glasgow en 2019, elle est médaillée de bronze du relais 4x200 mètres nage libre.
Lors des Championnats d'Europe de Rome en 2022, elle remporte la médaille d'or du 400 mètres nage libre, la médaille d'argent du 800 mètres nage libre et la médaille de bronze du 200 mètres nage libre.
Lors des Championnats du Monde de Doha en 2024, elle remporte la médaille de bronze du 400 mètres nage libre et du 1500 mètres nage libre.
Aux Jeux olympiques d'été de Paris en 2024, elle remporte la médaille de bronze du 1500 mètres nage libre.

## Palmarès

### Jeux olympiques
| Édition    | Épreuve           | Épreuve          | Épreuve          | Épreuve           |                      |
| Édition    | 200 m nage libre  | 400 m nage libre | 800 m nage libre | 1500 m nage libre | 4 × 200 m nage libre |
| Tokyo 2020 | 11e 1 min 56 s 80 | 6e 4 min 3 s 21  | 9e 8 min 21 s 79 | 6e 7 min 52 s 06  |                      |
| Paris 2024 | NC                | 5e 4 min 2 s 14  |                  | · 15 min 41 s 16  |                      |

### Championnats du monde

#### Grand bassin
| Édition        | Épreuve          | Épreuve             | Épreuve              | Épreuve               | Épreuve              |                      |
| Édition        | 200 m nage libre | 400 m nage libre    | 800 m nage libre     | 1500 m nage libre     | 4 × 200 m nage libre | 6 km mixte eau libre |
| Doha 2024      |                  | Bronze 4 min 2 s 39 | Argent 8 min 17 s 53 | Bronze 15 min 57 s 55 |                      |                      |
| Singapour 2025 |                  |                     |                      |                       |                      | Or 1 h 9 min 13,3 s  |

### Championnats d'Europe

#### Grand bassin
| Édition      | Épreuve             | Épreuve          | Épreuve              |                      |
| Édition      | 200 m nage libre    | 400 m nage libre | 800 m nage libre     | 4 × 200 m nage libre |
| Glasgow 2018 | 5e 1 min 58 s 42    | —                | —                    | Bronze 7 min 53 s 76 |
| Rome 2022    | Bronze 1 min 57 s 9 | Or 4 min 4 s 13  | Argent 8 min 22 s 01 | 5e 7 min 59 s 89     |

#### Petit bassin
| Édition      | Épreuve          | Épreuve              | Épreuve              |                      |
| Édition      | 200 m nage libre | 400 m nage libre     | 800 m nage libre     | 4 × 200 m nage libre |
| Glasgow 2019 | 6e 1 min 54 s 87 | Argent 3 min 59 s 94 | —                    | Bronze 7 min 53 s 76 |
| Kazan 2021   | 7e 1 min 57 s 52 | Bronze 4 min 1 s 37  | Bronze 8 min 10 s 60 | —                    |